# شور بلاغ (غرمي)
شور بلاغ (بالفارسية: شوربلاغ) هي مستوطنة تقع في قسم اجارود الغربي الريفي في إيران. يقدر عدد سكانها بـ 162 نسمة .